# Franciszek Polanowski
Franciszek Polanowski herbu Pobóg – podczaszy horodelski w latach 1736–1754, miecznik buski w latach 1730–1736, wojski przemyski w 1730 roku, sędzia kapturowy województwa bełskiego w 1733 roku.